# Tolsti Vrh (Ravne na Koroškem)
Tolsti Vrh is een plaats in Slovenië en maakt deel uit van de gemeente Ravne na Koroškem in de NUTS-3-regio Koroška. 